# Le Génépi
Le Génépi (2.884 m s.l.m.) è una montagna del Massiccio Dolent-Argentière-Trient nelle Alpi del Monte Bianco.

## Descrizione
Si trova nello svizzero Canton Vallese.